# Andrej Sládkovič
Andrej Sládkovič (30 de març de 1820, Krupina - 20 d'abril de 1872, Banská Bystrica) fou un poeta, crític, publicista i traductor eslovac.

## Biografia
Nasqué en una família de professors a Krupina. Estudià a casa seva del 1826 al 1830, i a Peretvönyi del 1830 al 1831, després assistí a l'institut de Krupina i al liceu evangèlic de Banská Štiavnica fins al 1840, i a Bratislava (aleshores Pressburg), fins al 1842, i finalment estudià teologia a la Universitat de Halle fins al 1844. Esdevingué pastor a Hrochoť (1847) i des del 1856 fins a la seva mort a Radvaň nad Hronom (Banská Bystrica). Fou un membre del grup de Štúr, deixebles de Ľudovít Štúr.

## Obres
- Sôvety (1843–44)
- Marína (1846, el seu poema més significant, també traduït en hongarès, alemany, polonès i francès)
- Zaspievam pieseň o slobodnej vlasti (1848)
- Nehaňte ľud môj (1848)
- Detvan (1853)
- Milica (1858)
- Svätomartiniáda (1861)
- Pamiatka na deň 4. augusta (1863)
- Hojže, Bože, jak to bolí, keď sa junač roztratí (1863)
- Lipa cyrilo-metodejská (1864)
- Gróf Mikuláš Šubić Zrínsky na Sihoti (1866)